# منطقة ماركونا
مقاطعة ماركونا هي واحدة من خمس مقاطعات في مقاطعة نازكا في بيرو . عاصمة المقاطعة هي سان خوان دي ماركونا وهي ميناء على ساحل المحيط الهادئ.

## منجم ماركونا
الصناعة الرئيسية في منطقة ماركونا هي منجم ماركونا، وهو منجم مفتوح للحديد. تم الحصول على المنجم في عام 1992 من قبل شركة Shougang، وهي شركة صينية مملوكة للدولة تعمل محليًا باسم Shougang Hierro Peru.

## الاقتصاد والتاريخ
بالإضافة إلى التعدين، هناك تجارة وصيد تجاري. وجد الجغرافي الإيطالي المولود في بيرو أنطونيو رايمنوندي احتياطيات خام الحديد في عام 1870. ثم بدأت الاستكشافات الأولى للمنطقة من حيث الخامات والمعادن في عام 1915.
منطقة ماركونا هي المنطقة الوحيدة في بيرو التي تعدن خام الحديد وتنتج الحديد. تقع عاصمة منطقة سان خوان دي ماركونا في منطقة إيكا بمقاطعة نازكا. بدأت استغلال خام الحديد في عام 1953 في خليج سان خوان، في أجزاء من قبل شركة Marcona Mining Company الأمريكية.

## روابط خارجية
- موقع البلدية على شبكة الإنترنت باللغة الإسبانية.